# Zeit zu gehen
Zeit zu gehen é o décimo quinto single da banda alemã Unheilig. Foi lançado em 31 de outubro de 2014, sendo o primeiro single do álbum "Gipfelstürmer".

## Videoclipe
O vídeo de Zeit zu gehen foi lançado no mesmo dia do lançamento do single e mostra imagens e vídeos de 1999 até 2014 da banda mostrando imagens de bastidores das gravações dos clipes e de shows.

## Lista de Faixas
| N.º            | Título                         | Duração |  |
| 1.             | "Zeit zu gehen"                | 4:12    |  |
| 2.             | "Das Leben ist meine Religion" | 3:35    |  |
| Duração total: | Duração total:                 | 7:47    |  |

## Posição nas paradas
| Paradas  | Posição |
| -------- | ------- |
| Alemanha | 6       |
| Áustria  | 16      |
| Suíça    | 8       |

## Créditos
- Der Graf - Vocais/Composição/Letras/Produção
- Henning Verlage - Teclados/Programação/Produção
- Christopher "Licky" Termühlen - Guitarra
- Martin "Potti" Potthoff - Bateria/Percussão